# Бјанкавила
Бјанкавила (итал. Biancavilla) је насеље у Италији у округу Катанија, региону Сицилија.
Према процени из 2011. у насељу је живело 23188 становника. Насеље се налази на надморској висини од 519 м.

## Географија
| Клима (Бјанкавила)          | Клима (Бјанкавила) | Клима (Бјанкавила) | Клима (Бјанкавила) | Клима (Бјанкавила) | Клима (Бјанкавила) | Клима (Бјанкавила) | Клима (Бјанкавила) | Клима (Бјанкавила) | Клима (Бјанкавила) | Клима (Бјанкавила) | Клима (Бјанкавила) | Клима (Бјанкавила) | Клима (Бјанкавила) |
| Показатељ \ Месец           | .Јан.              | .Феб.              | .Мар.              | .Апр.              | .Мај.              | .Јун.              | .Јул.              | .Авг.              | .Сеп.              | .Окт.              | .Нов.              | .Дец.              | .Год.              |
| --------------------------- | ------------------ | ------------------ | ------------------ | ------------------ | ------------------ | ------------------ | ------------------ | ------------------ | ------------------ | ------------------ | ------------------ | ------------------ | ------------------ |
| Апсолутни максимум, °C (°F) | 8 (46)             | —                  | —                  | —                  | —                  | —                  | —                  | —                  | —                  | —                  | —                  | —                  | 8 (46)             |
| Средњи максимум, °C (°F)    | 8 (46)             | 7 (45)             | 11 (52)            | 14 (57)            | 17 (63)            | 24 (75)            | 28 (82)            | 29 (84)            | 23 (73)            | 17 (63)            | 13 (55)            | 9 (48)             | 29 (84)            |
| Средњи минимум, °C (°F)     | 0 (32)             | −2 (28)            | 2 (36)             | 5 (41)             | 9 (48)             | 12 (54)            | 15 (59)            | 17 (63)            | 13 (55)            | 11 (52)            | 5 (41)             | 2 (36)             | −2 (28)            |
| Количина падавина, mm (in)  | 60 (23,6)          | 42 (16,5)          | 40 (15,7)          | 26 (10,2)          | 15 (5,9)           | 8 (3,1)            | 2 (0,8)            | 8 (3,1)            | 34 (13,4)          | 121 (47,6)         | 43 (16,9)          | 67 (26,4)          | 466 (183,2)        |
| [ тражи се извор ]          |                    |                    |                    |                    |                    |                    |                    |                    |                    |                    |                    |                    |                    |

## Становништво
| 1931.  | 1936.  | 1951.  | 1961.  | 1971.  | 1981.  | 1991.  | 2001.  | 2011.  |
| ------ | ------ | ------ | ------ | ------ | ------ | ------ | ------ | ------ |
| 16.022 | 16.644 | 18.163 | 20.010 | 18.799 | 20.097 | 22.226 | 22.477 | 23.703 |

## Партнерски градови
- Гап
- Бреша